# Canada orientale
Con Canada orientale (talvolta Province orientali) generalmente si intendono tutte quelle regioni canadesi poste a oriente della provincia del Manitoba, ed è costituito dalle seguenti province:
- Ontario dal (1º luglio 1867)
- Québec dal (1º luglio 1867)
- Nuovo Brunswick dal (1º luglio 1867)
- Nuova Scozia dal (1º luglio 1867)
- Isola del Principe Edoardo dal (1º luglio 1873)
- Terranova e Labrador dal (31 marzo 1949)

## Definizioni
La Canadian Press definisce il Canada orientale come tutto ciò che è situato a est della città di Thunder Bay nell'Ontario.

## Popolazione
La popolazione totale di questa regione è di circa 22.507.099 abitanti, che rappresenta circa il 70% della popolazione canadese. La maggior parte della popolazione risiede nell'Ontario (quasi 13 milioni) e nel Québec (7,5 milioni).
Più grandi aree metropolitane sono:
- Toronto, Ontario - 5.113.149
- Montréal, Québec - 3.635.571
- Ottawa-Gatineau, Québec-Ontario - 1.130.761
- Québec City, Québec - 715.515
- Hamilton, Ontario - 692.911
- London, Ontario - 445.000
- Kitchener, Ontario - 435.000
- Halifax, Nuova Scozia - 404.807
- St Catharines, Ontario - 385.000
- Windsor, Ontario - 325.000